# Theobald Schrems

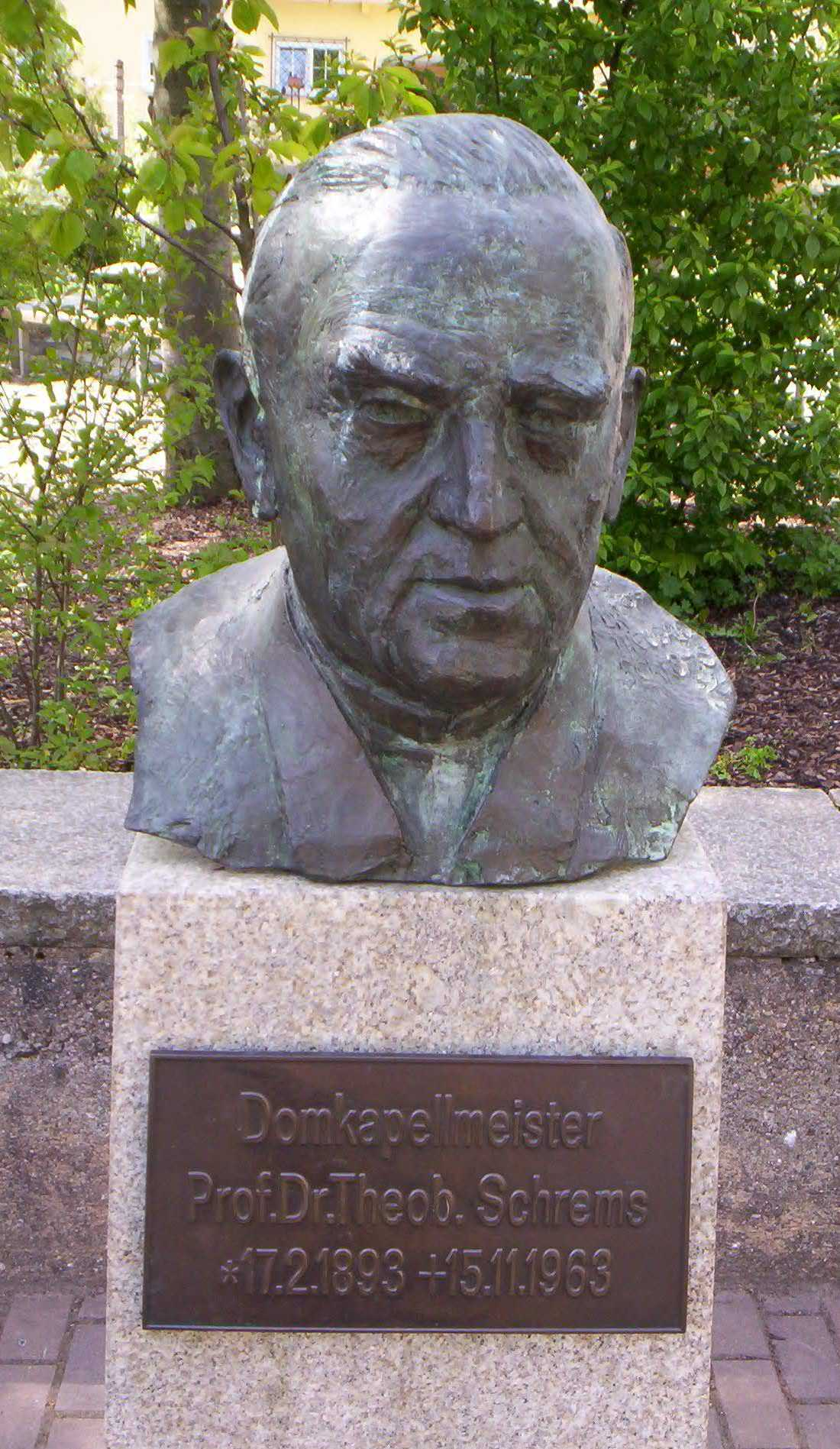
Büste von Theobald Schrems in Mitterteich

Theobald Schrems (* 17. Februar 1893 in Mitterteich; † 15. November 1963 in Regensburg) war ein deutscher römisch-katholischer Theologe und Priester, Domkapellmeister und Mitbegründer des Musikgymnasiums der Regensburger Domspatzen.

## Leben
Theobald Schrems war in Regensburg Mitglied des bischöflichen Knabenseminars Obermünster und besuchte nach dem Abitur am Alten Gymnasium am Ägidienplatz, der Vorläuferschule des Albertus-Magnus-Gymnasiums, die Philosophisch-theologische Hochschule. Im Anschluss daran trat er in das dortige Priesterseminar ein und wurde am 29. Juni 1917 zum Priester geweiht. Nach einem dreijährigen Einsatz als Kooperator übte er 1920 die Stelle des Präfekten und Musikpädagogen am Knabenseminar in Regensburg aus, wo er einen Chor aufbaute. Von 1924 bis zu seinem Tode 1963 war er Domkapellmeister am Regensburger Dom. Er legte bei Carl Thiel von 1925 bis 1928 das staatliche Examen für Kirchen- und Schulmusik ab.
Durch die Schaffung einer neuen Organisationsstruktur, die Gymnasium, Internat und Chor unter einem Dach vereinte, schuf er mit den Regensburger Domspatzen einen aus Knaben und jungen Männern bestehenden Chor.
In der Zeit des Nationalsozialismus wurde der Domchor unter Theobald Schrems, der von Beginn an unter der Protektion Adolf Hitlers stand, berühmt. Schon im Juni 1933 trat er auf dem NSDAP-Gautag in Regensburg und im Oktober desselben Jahres vor Hitler auf. Dieser Auftritt ging auf die Initiative von Chorleiter Schrems zurück, fünf weitere folgten. Wie Carl Thiel übernahm auch Schrems 1933 eine Führungsfunktion in der Reichsmusikkammer, die Ortsleitung des Bayerischen Landeskartells der Musikerschaft. Aus der Errichtung des 1936 bereits fertig geplanten und weitgehend von Hitler finanzierten Musikgymnasiums unter der Leitung von Schrems wurde nichts. Ein solches wurde erst später im Jahre 1948 beschlossen und realisiert.
Der von Schrems getragene Professorentitel geht auf eine Gefälligkeit Adolf Hitlers zum Geburtstag des „Führers“ vom 20. April 1937 zurück. Der Historiker Helmut Halter betont Opportunismus, Eitelkeit und die Initiative von Schrems in der „Rolle der Domspatzen als Instrument der auswärtigen Kulturpolitik des NS-Propagandaministeriums“.

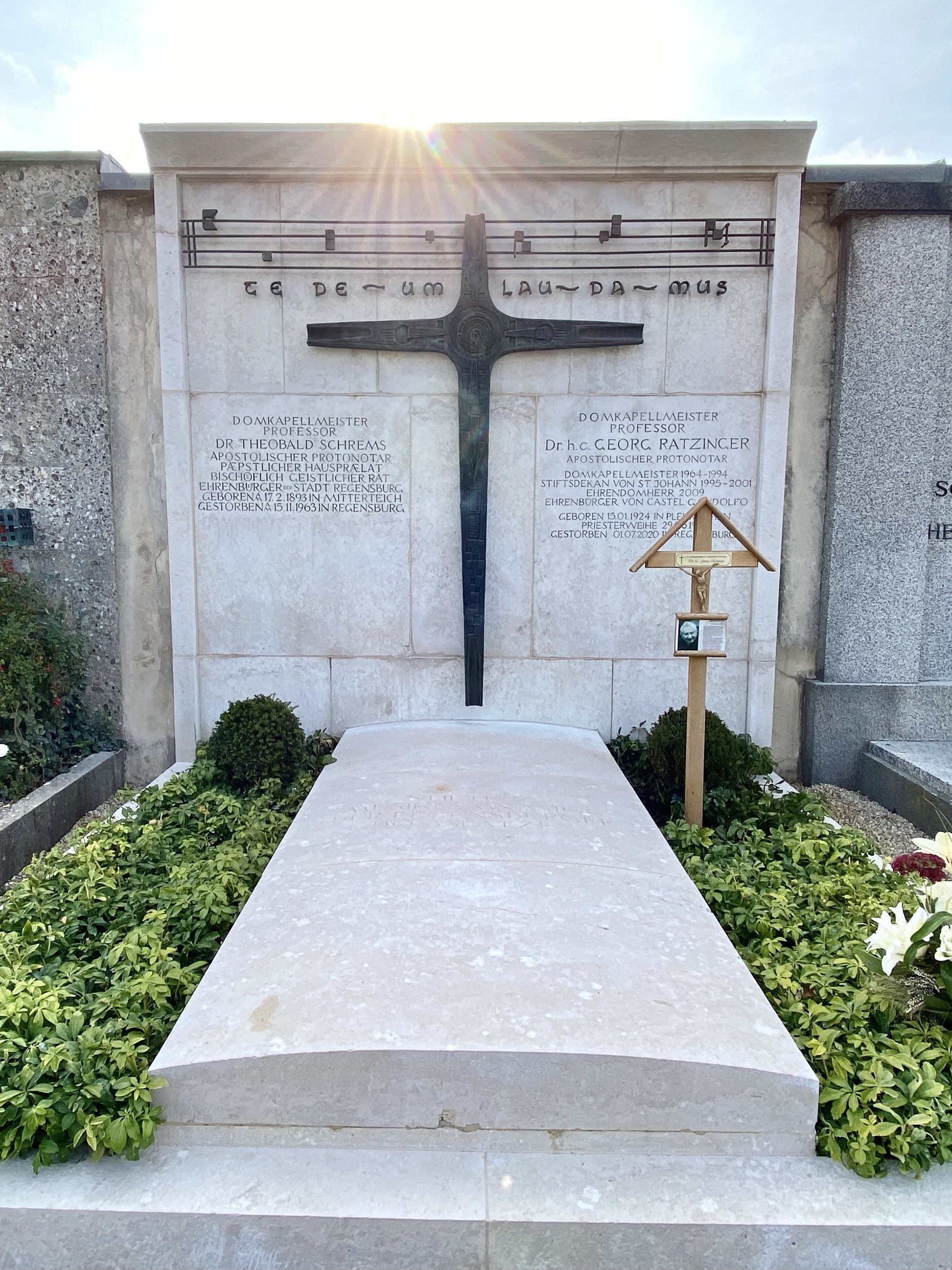
Grab von Theobald Schrems und Georg Ratzinger auf dem Unteren Katholischen Friedhof in Regensburg

Schrems versuchte jedoch, einer allzu großen Vereinnahmung der Domspatzen durch die Nazis entgegenzuwirken. Als während einer Konzertreise nach Südamerika im Jahr 1937 der erste Vorsitzende des gleichgeschalteten Domchorvereins, Dr. Martin Miederer, anordnete, dass die Jungen in Jungvolk-Uniform auftreten sollten, lehnte Schrems dies kategorisch ab. Letztendlich erschien nur knapp die Hälfte der Knaben in Uniform. Bei einer anderen Gelegenheit entließ Schrems einen Singknaben aus dem Chor, weil er ein Pfingstlager der HJ dem Pontifikalamt vorgezogen hatte.
Unter Theobald Schrems gab es im Regensburger Internat und in der Grundschule der Regensburger Domspatzen in Etterzhausen Fälle von sexuellem Missbrauch und körperlichen Misshandlungen. Zu nennen sind die beiden Regensburger Internatsleiter Friedrich Zeitler und Georg Zimmermann. Schrems war bis 1958 Leiter der Internate in Etterzhausen und Regensburg.
Nach dem Bekanntwerden der Vorwürfe gegen Zeitler reagierte Schrems „mit Blick auf das Kindswohl angemessen“ und entließ den Internatsdirektor umgehend, allerdings unterblieb eine Anzeige bei der Staatsanwaltschaft.
Sein Grab befindet sich auf dem Unteren Katholischen Friedhof in Regensburg. Im gleichen Grab wurde am 8. Juli 2020 auch sein Nachfolger Georg Ratzinger beigesetzt.

## Ehrungen
1953 erhielt Theobald Schrems den Nordgau-Kulturpreis der Stadt Amberg in der Kategorie „Musik“ und im gleichen Jahr die Albertus-Magnus-Medaille der Stadt Regensburg. In Regensburg wurde er 1963 auch zum Ehrenbürger ernannt. Den Bayerischen Verdienstorden erhielt er 1959. In Regensburg und Mitterteich sind Straßen nach dem Musiker benannt. Mitterteich ehrt den berühmten Sohn zusätzlich mit der Namensgebung der Theobald-Schrems-Grundschule, auf deren Gelände auch eine Büste von Theobald Schrems steht.
Der Kirchenmusiker Franz Lehrndorfer, ein langjähriger Mitarbeiter von Schrems, komponierte zu dessen Ehren die Missa in memoriam Theobald Schrems für vierstimmigen Männerchor. Die Uraufführung fand am 9. November 2008 durch den Chor der ehemaligen Domspatzen im Regensburger Dom statt.

## Schriften
- Die Geschichte des Gregorianischen Gesanges in den protestantischen Gottesdiensten (= Veröffentlichungen des Musikwissenschaftlichen Instituts der Universität Freiburg in der Schweiz. 1. Teil: Veröffentlichungen der Gregorianischen Akademie zu Freiburg in der Schweiz. Band 15, ZDB-ID 504100-4). St. Paulusdruckerei, Freiburg (Schweiz) 1930.
- Musik und Ethos. Kult und Kultur – Singen und Seelsorge. Denkschrift und Mahnruf. Verlag Josef Habbel, Regensburg 1962.